# Eurovision Song Contest 1970
Eurovision Song Contest 1970 blev en skrabet udgave af tidligere. Hele 4 lande havde meldt fra dette år på grund af utilfredshed med forrige års resultat med 4 vindere.
Holland fik æren af at afholde showet og det hele forløb gnidningsløst, på trods af at scenen havde kollapset under generalprøven.
For første gang vidste juryerne ikke hvad juryerne før dem havde givet af point. Dette tiltag blev gjort for at undgå taktiske pointgivninger.

## Deltagere og resultater
| Land (Sprog)   | Solist                    | Sang (Uofficiel oversættelse) | Plads. | Point |
| -------------- | ------------------------- | ----------------------------- | ------ | ----- |
| Holland        | Patricia & Hearts of Soul | Waterman                      | 7      | 7     |
| Schweiz        | Henri Dès                 | Retour                        | 4      | 8     |
| Italien        | Gianni Morandi            | Occhi di ragazza              | 8      | 5     |
| Jugoslavien    | Eva Srsen                 | Pridi, dala ti bom cvet       | 11     | 4     |
| Belgien        | Jean Vallée               | Viens l'oublier               | 8      | 5     |
| Frankrig       | Guy Bonnet                | Marie Blanche                 | 4      | 8     |
| Storbritannien | Mary Hopkin               | Knock, Knock (Who's There?)   | 2      | 26    |
| Luxembourg     | David-Alexandre Winter    | Je suis tombé du ciel         | 12     | 0     |
| Spanien        | Julio Iglesias            | Gwendolyne                    | 4      | 8     |
| Monaco         | Dominique Dussault        | Marlène                       | 8      | 5     |
| Vesttyskland   | Katja Ebstein             | Wunder gibt es immer wieder   | 3      | 12    |
| Irland         | Dana                      | All Kinds of Everything       | 1      | 32    |

52°20′29″N 4°53′18″Ø / 52.341388888889°N 4.8883333333333°Ø